# Номер в гостинице
«Но́мер в оте́ле» или «Номер в гости́нице» (англ. Hotel Room) — американский трёхсерийный телевизионный художественный фильм, одним из продюсеров которого выступил Дэвид Линч. Действие каждой серии происходит в 603-м номере гостиницы в разное время — в 1969, 1992 и 1936 годах.
Сценарий первой и третьей серии написал Барри Гиффорд, режиссёром выступил Дэвид Линч. Сценарий второй серии написал Джей МакАйнерни, режиссёром выступил Джеймс Синьорелли.

## Сюжет
Каждая серия открывается следующей фразой, звучащей за кадром: «Пространство гостиничного номера существовало на протяжении тысячелетия, но не было определено. Люди ограничили его, придали форму и проходили сквозь него. И иногда, минуя его, неожиданно сталкивались с тайными именами истины».
1-я серия: «Шутники»
Сентябрь 1969 года. В номере 603 находятся двое — мужчина по имени Мо (Гарри Дин Стэнтон) и проститутка Дарлин (Гленн Хидли). Внезапно в номере появляется третий человек — Лу (Фредди Джонс), который полностью берёт ситуацию под свой контроль.
2-я серия: «Избавиться от Роберта»
Июнь 1992 года. В номер 603 заселилась молодая блондинка по имени Саша (Дебора Ангер). Вскоре к ней приходят подруги — Тина (Челси Филд) и Диана (Маришка Харгитей). Девушки обсуждают будущее Саши — выйдет ли она замуж за Роберта (Гриффин Данн). Тем временем в номер входит сам Роберт и сообщает Саше неприятную новость.
3-я серия: «Без света»
Апрель 1936 года. В Нью-Йорке отключено электричество. В 603-й номер входит молодой мужчина по имени Дэнни (Криспин Гловер), он принёс с собой китайскую еду. Его жена — Диана (Алиша Витт) — сидит в темноте на кровати, закрыв ладонью глаза. В ходе их беседы выясняется, что Диана испытывает психические проблемы, вызванные гибелью сына. Вскоре ей предстоит встреча с врачом.

## В ролях
Серия 1: «Шутники»; продолжительность серии 27 минут.
| Актёр                 | Роль       |
| --------------------- | ---------- |
| Гарри Дин Стэнтон     | Мо         |
| Гленн Хидли           | Дарлэн     |
| Фредди Джонс          | Лу         |
| Джон Солари           | Коп #1     |
| Карл Сандстром        | Коп #2     |
| Кларк Хитклифф Бролли | коридорный |
| Камилла Овербай-Росс  | горничная  |

Серия 2: «Избавиться от Роберта»; продолжительность серии 24 минуты.
| Актёр                 | Роль       |
| --------------------- | ---------- |
| Дэбора Ангер          | Саша       |
| Гриффин Данн          | Роберт     |
| Челси Филд            | Тина       |
| Маришка Харгитей      | Диана      |
| Калли Овербай-Росс    | горничная  |
| Кларк Хитклифф Бролли | коридорный |

Серия 3: «Без света»; продолжительность серии 44 минуты.
| Актёр                 | Роль       |
| --------------------- | ---------- |
| Криспин Гловер        | Дэнни      |
| Алисия Витт           | Диана      |
| Кларк Хитклифф Бролли | коридорный |

## Дополнительная информация
- Музыку к фильму написал Анджело Бадаламенти.
- 2-я серия приобрела известность благодаря фразе «Твоя мать сосёт члены в аду»[2], впервые прозвучавшей в американском художественном фильме Изгоняющий дьявола.